# Hō-an-den

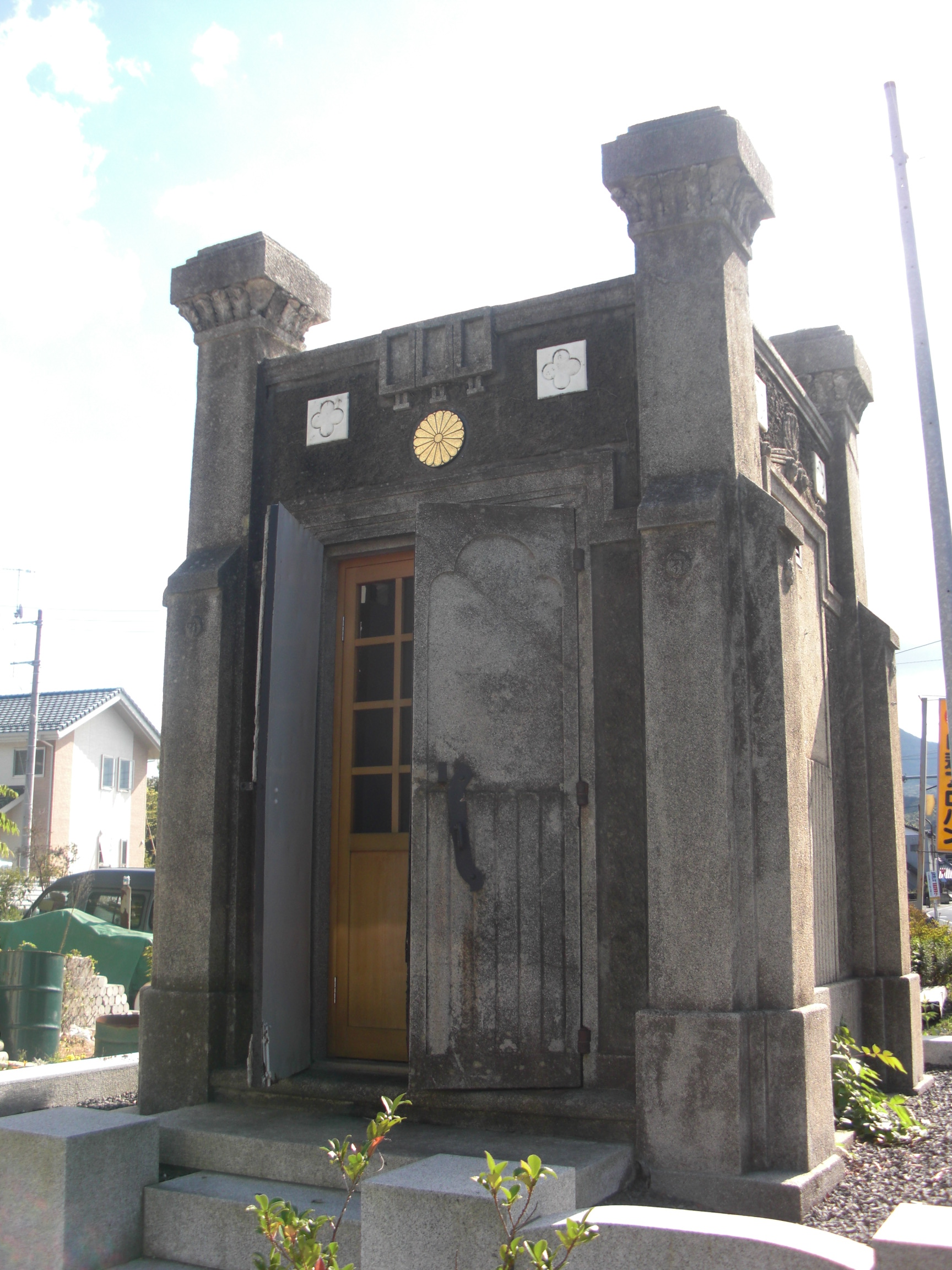
Un hō-an-den de estilo griego en una escuela en Sakuragawa, en la prefectura de Ibaraki.

En el Japón Imperial, entre los años 1910 y 1945, un hō-an-den  (奉安殿?) era una pequeña construcción similar a un santuario o a un templo que guardaba los retratos oficiales del Emperador y Emperatriz del momento junto a una copia del Decreto Imperial sobre la Educación.
Los hō-an-den eran normalmente instalados en escuelas primarias, pero también se construyeron otros en diversas instituciones. Su función era servir como lugar de veneración a la figura del Emperador de Japón.

## Historia
La distribución de fotografías del Emperador y la Emperatriz de Japón comenzó tras la publicación del Rescripto Imperial sobre la Educación el 30 de octubre de 1890. Este documento tenía 315 caracteres y solía recitarse en todos los días escolares de importancia; los alumnos debían estudiar y memorizar el texto. En días ceremoniales, como el Día de la Fundación Nacional (entronamiento del emperador Jimmu), el cumpleaños del Emperador o el día de Año Nuevo, era costumbre realizar una profunda y respetuosa reverencia a los retratos imperiales. Durante las eras Taishō y Shōwa (en esta última antes de la Segunda Guerra Mundial), el día 3 de noviembre, cumpleaños del emperador Meiji, también tenía una celebración especial, en la que el director de cada colegio leía en voz alta el Decreto Imperial sobre la Educación. El resto de días, cuando se pasaba cerca del Hō-an-den, era obligatorio realizar una reverencia y colocarse bien el uniforme.

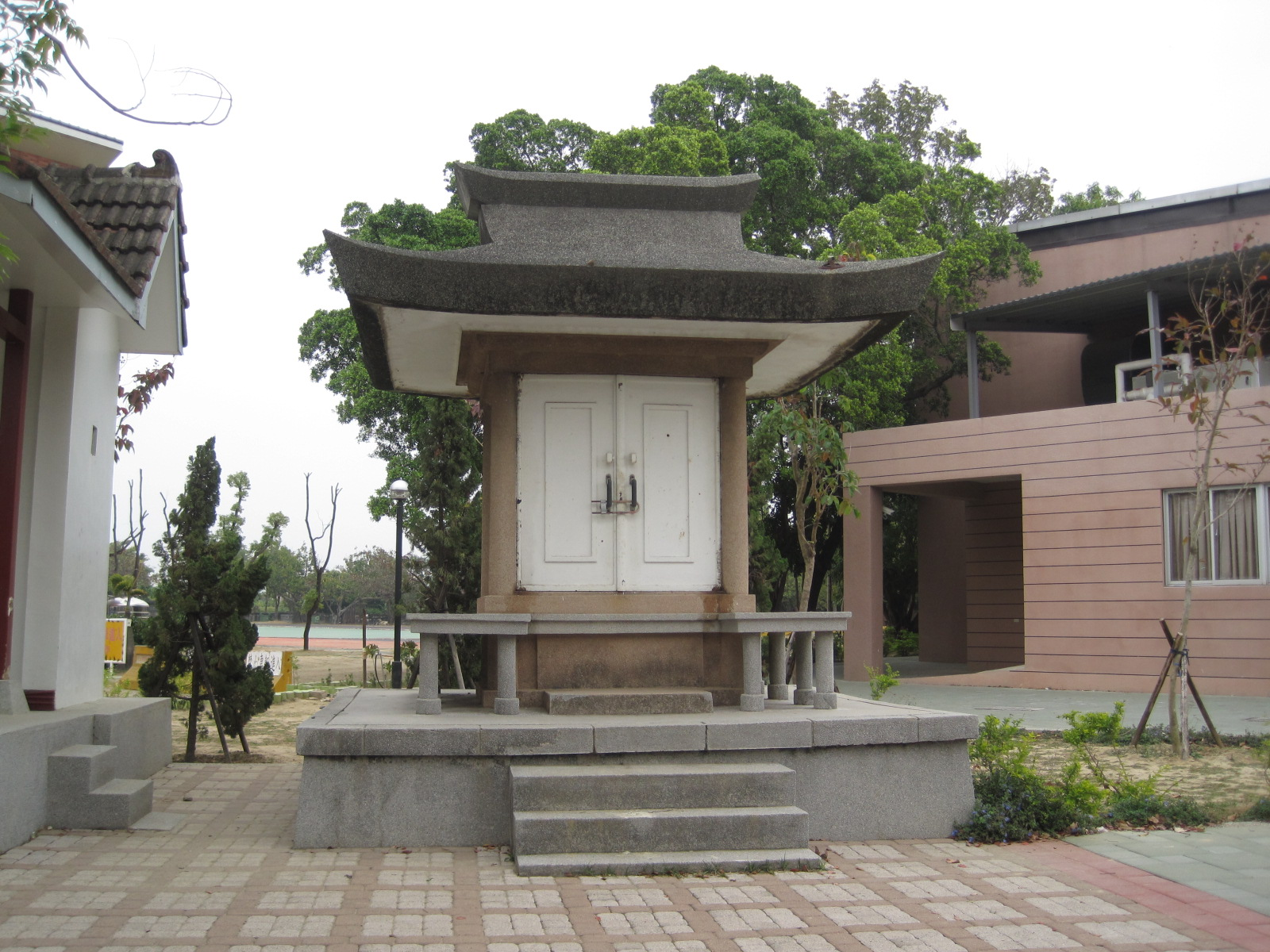
Un hō-an-den en Taiwán, antes situado en una escuela primaria.

## Tipos
Anteriormente, otro santuario similar, el hō-an-sho, se situaba dentro del salón de actos o de la sala de profesores en las escuelas primarias; en él se exponía el Decreto Imperial sobre la Educación y la fotografía oficial de los Emperadores. Sin embargo, muchas veces las imágenes corrían el riesgo de ser destruidas en situaciones como incendios; por ejemplo, durante el Gran Terremoto de Kanto de 1923, algunas fotografías se quemaron y los directores de las escuelas afectadas se suicidaron para expiar su culpa. En consecuencia, se comenzó a plantear la necesidad de crear un edificio externo. 
Había dos tipos de hō-an-den, uno de estilo templo griego y otro más similar a un santuario sintoísta. En 1933 se celebró un concurso de estos templetes.
En las escuelas primarias, se preferían edificios independientes, pero en centros de educación superior, como institutos, se admitía la construcción de cajas fuertes (hō-an-ko) en el edificio existente para custodiar el Decreto y los retratos.

## Estándares
Un Hō-an-den estándar debería ser construido cerca del despacho del director, de la sala de profesores o el edificio de mantenimiento, fuera del edificio principal; el espacio interior mínimo debía ser de un largo de 85 cm, una altura de 1.5 m y un ancho de 1.2 m; la construcción debería realizarse en hormigón armado, con un grosor de paredes mayor a 25 centímetros. El templete debía equiparse con una puerta de seguridad y el interior debía cubrirse con amianto para proteger a la estructura de terremotos e incendios. La carpintería interior debería hacerse en madera de ciprés japonés hinoki o de paulonia imperial. La altura del altar que sostenía el retrato imperial debía ser de 50 cm.

## Mantenimiento
El mantenimiento de las fotografías del Emperador y la Emperatriz debía ser llevado a cabo con sumo cuidado por el director del centro, que hacía de ello una de sus tareas más importantes. Algunos de ellos se suicidaron al comprobar que los retratos se habían quemado. La humedad dentro de los Hō-an-den provocaba que apareciesen manchas en el papel; de ser así, era necesario redactar una disculpa escrita.

## Otros hō-an-den
A principios de los 40, se construyó un Hō-an-den en el Sanatorio de Tama Zenshoen, una colonia de leprosos.

## El fin de los hō-an-den
Inmediatamente tras acabar la Segunda Guerra Mundial, el Alto Comando Aliado promulgó una reforma educativa que incluía la prohibición de apoyar el sintoísmo como religión nacional el 15 de noviembre, la obligación de devolver los retratos del Emperador y la Emperatriz el 28 de diciembre y la destrucción de todos los Hō-an-den (orden que varió de fecha según la región; en Kumamoto se llevó a cabo el 28 de febrero de 1946). Muchos templetes fueron destruidos o enterrados, mientras que unos pocos fueron dejados tal y como estaban y otros fueron designados como memoriales de guerra locales. La Ciudad de Kumamoto, ante la robustez de la construcción, ordenó solo la destrucción de los techos y la eliminación de todo indicio de mostrara su pasado como lugar de culto, pues tenía la intención de usarlos como cobertizos. En esta ciudad se llevaron a cabo ceremonias de quema de fotografías el 2 de febrero de 1946 en la Escuela Primaria de Sekidai, y las copias del Decreto Imperial sobre la Educación fueron devueltas a las oficinas del Ministerio de Educación de la Prefectura de Kumamoto en septiembre de 1948.
En Okinawa, los docentes celebraron el acto antes que en Kumamoto: las fotos se quemaron en Miyakojima el 31 de agosto de 1945.

## Restos
Algunos hō-an-den se trasladaron a otros lugares como santuarios. Un número de ellos se usan actualmente como monumentos en memoria de los muertos. Se pueden encontrar hō-an-den conservados no sólo dentro de Japón, sino también en Sajalín, Taiwán y Brasil (si bien no en Manchuria). En la prefectura de Kumamoto, se conoce la existencia de cinco hō-an-den y un hō-an-ko (modelo caja fuerte). Doce de estos templetes han sido registrados para su protección como Propiedades Culturales Tangibles.